# Antoni Mikulski (policjant)
Antoni Mikulski (ur. 4 maja 1961 w Wilnie) – litewski śledczy kryminalny narodowości polskiej, komisarz policji, szef litewskiej Służby Badań Przestępstw Finansowych w Ministerstwie Spraw Wewnętrznych (od 2017).

## Biografia
W 1982 rozpoczął pracę w systemie spraw wewnętrznych. W 1984 ukończył szkołę Milicji w Kownie. Później studiował w Litewskiej Akademii Policyjnej, którą ukończył w 1991.
Od 1991 od 1995 r. pracował jako zastępca w kryminalnej służbie śledczej Komisariatu Policji Wileńskiej. W latach 2006–2008 był zastępcą komendanta Komendy Głównej Policji Miasta Wilna. W latach 2008–2017 był zastępcą komendanta Komendy Głównej Policji okręgu wileńskiego. W 2010 otrzymał stopień Wysokiego Komisarza.
We wrześniu 2017 mianowany szefem Służby Badań Przestępstw Finansowych (FNTT). W styczniu 2018 z rąk premiera Litwy Sauliusa Skvernelisa otrzymał stopień generała w służbie wewnętrznej.
Pracy w policji poświęcił 37 lat życia. Rozwiązał 767 spraw o morderstwo. Zajmował się działalnością wywiadowczą, bezpieczeństwem publicznym i prewencją.

## Życie prywatne
Żonaty, ma trójkę dzieci.

## Nagrody
- Krzyż Kawalerski Orderu Krzyża Pogoni (1996)[6][7]
- Statuetka św. Krzysztofa (1999)[8]
- Odznaka pamiątkowa MSW I stopnia „Na rzecz Ojczyzny” (2001)[6]
- Krzyż Oficerski Orderu „Za Zasługi dla Litwy” (2004)[6]